# 1990 RW4
1990 RW4 är en asteroid i huvudbältet som upptäcktes den 15 september 1990 av den amerikanske astronomen Henry E. Holt vid Palomarobservatoriet.
Asteroiden har en diameter på ungefär 13 kilometer och den tillhör asteroidgruppen Hygiea.